# 庫基爾卡河

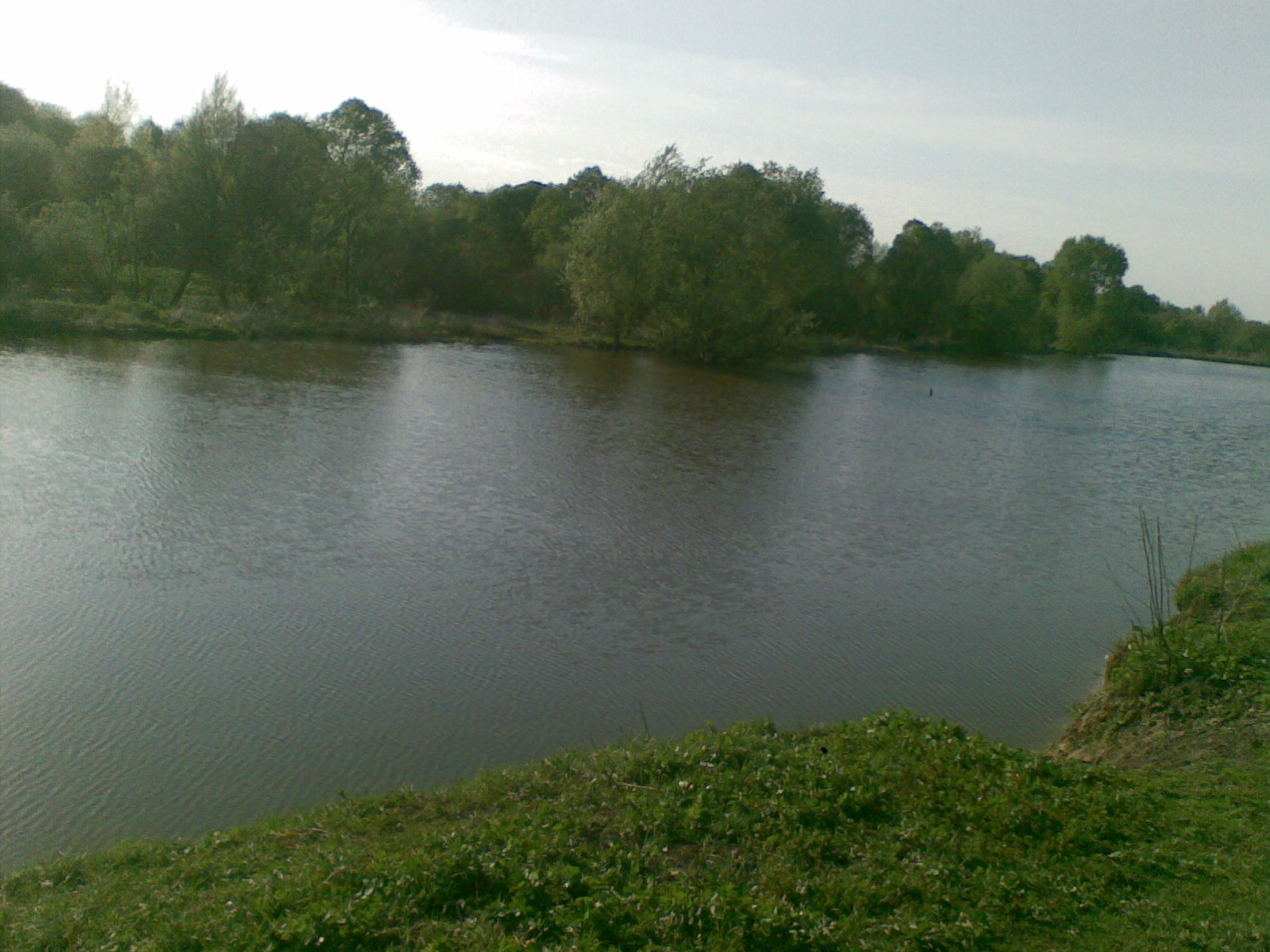

庫基爾卡河（烏克蘭語：Куколка），是烏克蘭的河流，位於該國東北部蘇梅州，由科諾托普區負責管轄，屬於謝伊姆河的左支流，發源自舍夫琴基夫西克，河道全長31公里。